# TVARK
TVARK (The Online Television Museum) är en webbplats med arkiverat material med bilder och videoklipp baserad på den brittiska TV-historien.